# Nowitna (rivière)
La rivière Nowitna est une rivière du centre de l'Alaska aux États-Unis, de  283 milles (455 km) de long, située entièrement dans le Refuge faunique national Nowitna, à l'ouest de Tanana. Elle fait partie des National Wild and Scenic Rivers.

## Affluents
- Sulatna – 100 miles (161 km)
- Titna – 80 miles (129 km)
  - Sethkokna  – 52 miles (84 km)
- Susulatna – 41 miles (66 km)

## Référence
- (en) Cet article est partiellement ou en totalité issu de l’article de Wikipédia en anglais intitulé « Nowitna River » (voir la liste des auteurs).